# Градище (Словень Градець)
Градище (словен. Gradišče) — поселення в общині Словень Градець, Регіон Корошка, Словенія. Висота над рівнем моря: 676,5 м.